# San Lazzaro (Lecce)
A San Lazzaro egy templom Lecce történelmi központjában.

## Leírása
A 17. század első felében épült egy korábbi, 14. századi templom helyén. 1916-ban bővítették ki. A templom főhomlokzata két szintes, barokk stílusú. A földszintet korintoszi pilaszterek díszítik, egy faragott portál, felette a város címerével. Az emeleti szintet voluták zárják le. Belsőjének fő látnivalója egy 15. századi festmény, amely Szent Lázárt ábrázolja, valamint Szent Pantaleon faszobra és Szent Egyed papírmaséből készült szobra. A templom előtt áll a Szent Lázár tiszteletére, 1689-ben emelt emlékoszlop.